# Hitler – Dead or Alive
Hitler – Dead or Alive ist ein US-amerikanischer Propagandafilm aus dem Jahre 1942 von Nick Grinde. Die Geschichte soll angeblich auf einer wahren Begebenheit beruhen.

## Handlung
Herbst 1939, die deutsche Wehrmacht überfällt Polen. Der Zweite Weltkrieg hat begonnen. Diese schreckliche Begebenheit nimmt der schwerreiche, amerikanische Geschäftsmann Samuel Thornton zum Anlass und bietet demjenigen, der Adolf Hitler entführt, um ihn für seine Untaten vor Gericht zu stellen, oder tötet, eine Million Dollar. Drei ziemlich ruppige und skrupellose Gangster, allesamt ehemalige Häftlinge in Alcatraz, sehen das Geschäft ihres Lebens vor Augen und wollen sich die gewaltige Geldsumme unbedingt verdienen. Steve Maschick, Amerikaner mit polnischen Wurzeln, Hans „Dutch“ Havermann und Joe „The Book“ Conway wollen das Unmögliche wagen und Hitler an den Kragen. Dazu melden sie sich als Kriegsfreiwillige bei der Royal Canadian Air Force, wo sie erst einmal ein Flugzeug kapern und entführen, mit dem sie und dem anwesenden Piloten Johnny Stevens, der zwangsläufig ebenfalls gekidnappt wird, schnurstracks ins Reich fliegen wollen.
In der Verkleidung von Musikern hoffen die Männer, leichter Zugang zu Hitler zu erlangen. Eine gewisse Else von Brandt, eine deutsche Adelige, wird ihnen dabei helfen. Tatsächlich treffen die drei geldhungrigen Ganoven auf den „Führer“ und nehmen ihn gefangen. Um ihn leichter außer Landes schaffen zu können, rasieren sie Hitler alsbald das verräterische Oberlippenbärtchen ab.  Als sich während dieser Aktion mehrere SS-Männer mit Gewalt Zugang in den Raum, wo Hitler „frisiert“ wird, verschaffen, erkennen diese ihren eigenen Oberbefehlshaber nicht mehr und schleppen alle Anwesenden, also auch Hitler, fort, um diese Burschen als gefährliche Spione im Freien zu erschießen. Alles Jammern und Flehen hilft nichts: Der befehlshabende SS-Offizier ordnet die Erschießung Hitlers an. Mit Verachtung erklärt er diesem: „Zu glauben, dass Deutschland einen solchen Dreck wie Sie hervorbringen könnte…“ Schließlich trifft es auch den Anführer der verhinderten Kidnapper, doch ehe Steve stirbt, hält er noch eine flammende, glühend-patriotische Ansprache.

## Produktionsnotizen
Die B-Film-Produktion Hitler – Dead or Alive wurde ab dem 6. August 1942 in den Fine Arts Studios gedreht und am 12. November 1942 in Chicago uraufgeführt. Im deutschsprachigen Raum wurde der Film auch nach 1945 nicht gezeigt.

## Wissenswertes
Im November 2012 gestand Quentin Tarantino im Rahmen eines Playboy-Interviews, dass er sich bei der Inszenierung seines großen Erfolgs Inglourious Basterds von Hitler – Dead or Alive habe inspirieren lassen.

## Kritiken
Der Movie & Video Guide sah in dem Film einen „Low-Budget-Unfug“.
Halliwell’s Film Guide tat diesen B-Streifen als „alberne Mischung aus Farce und Propaganda“ ab.